# San Sadurniño
San Sadurniño 43°33′37,07″B 8°02′13,38″T / 43,55°B 8,03333°T là một đô thị của Ferrolterra phía tây bắc Tây Ban Nha ở tỉnh A Coruña trong cộng đồng tự trị của Galicia.